# 庐山合跳蛛
庐山合跳蛛（学名：Synagelides lushanensis）为跳蛛科合跳蛛属的动物。在中国大陆，分布于江西等地。该物种的模式产地在江西。